# نگوین هو تو
نگوین هو تو (انگلیسی: Nguyễn Hữu Thọ؛ ۱۰ ژوئیهٔ ۱۹۱۰ – ۲۴ دسامبر ۱۹۹۶) سیاست‌مدار اهل ویتنام بود. وی از ۸ ژوئن ۱۹۶۹ تا ۲ ژوئیه ۱۹۷۶ رئیس‌جمهور ویتنام جنوبی بود.
او همچنین از ۳۰ مارس ۱۹۸۰ تا ۴ ژوئیه ۱۹۸۱ رئیس‌جمهور موقت ویتنام بود.
نگوین هو تو در ۲۴ دسامبر ۱۹۹۶، در سن ۸۶ سالگی درگذشت.
وی همچنین برندهٔ جوایزی همچون جایزه صلح لنین شده‌است.